# Tornos apiatus
Tornos apiatus là một loài bướm đêm trong họ Geometridae.